# Anisophyllea sororia
Anisophyllea sororia là một loài thực vật có hoa trong họ Anisophylleaceae. Loài này được Pierre mô tả khoa học đầu tiên năm 1896.